# Старопатиця
Старопа́тиця (болг. Старопатица) — село у Видинській області Болгарії. Входить до складу общини Кула.

## Населення
За даними перепису населення 2011 року у селі проживали 383 особи.
Національний склад населення села:
| Національність   | Кількість осіб | Відсоток |
| ---------------- | -------------- | -------- |
| болгари          | 376            | 99,2%    |
| цигани           | 3              | 0,8%     |
| турки            | 0              | 0%       |
| інша             | 0              | 0%       |
| не визначились   | 0              | 0%       |
| Всього відповіли | 379            |          |

Розподіл населення за віком у 2011 році:
Динаміка населення: